# Judith Pirscher

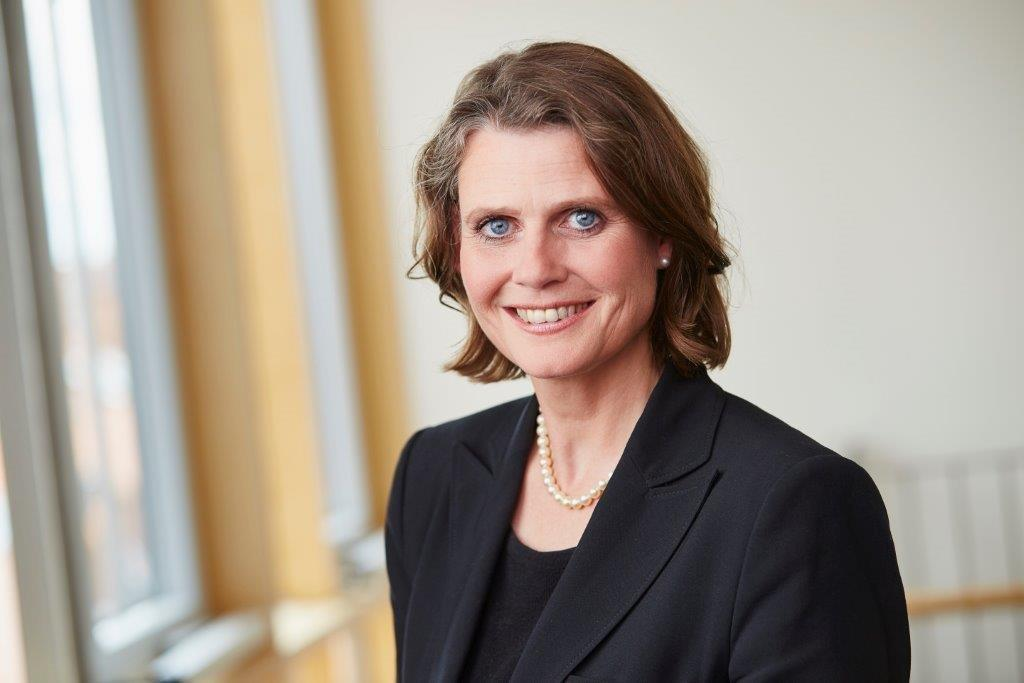
Judith Pirscher

Judith Pirscher (* 29. Dezember 1967 in Dortmund) ist eine deutsche politische Beamtin und Politikerin (FDP). Sie war von 2022 bis 2024 Staatssekretärin im Bundesministerium für Bildung und Forschung. Zuvor war sie von 2019 bis 2021 Regierungspräsidentin des Regierungsbezirks Detmold.

## Ausbildung und Beruf
Judith Pirscher studierte Rechtswissenschaften in Bayreuth und absolvierte ihr Rechtsreferendariat in Nordrhein-Westfalen. Nach dem zweiten Staatsexamen arbeitete sie als Rechtsanwältin für eine Kanzlei in Düsseldorf. Seit April 2025 ist Pirscher bei der Düsseldorfer Kanzlei ORTHPARTNERS als Senior Counsel tätig.

## Politik
1998 ging Pirscher zur umweltpolitischen Sprecherin der FDP-Bundestagsfraktion nach Bonn und später nach Berlin. Im Jahr 2000 wechselte sie zur FDP-Landtagsfraktion in Nordrhein-Westfalen nach Düsseldorf und kümmerte sich als stellvertretende Geschäftsführerin und Justiziarin um die Innen- und Kommunalpolitik sowie um Verfassungs- und Parlamentsfragen. 2005 übernahm sie als Leiterin des Ministerbüros von Ingo Wolf die politische Koordination im Ministerium für Inneres und Kommunales des Landes Nordrhein-Westfalen. Von dort wechselte sie zum Verfassungsschutz Nordrhein-Westfalen ins Innenministerium. Ab Oktober 2010 war sie Ständige Vertreterin des Landesbeauftragten für Datenschutz und Informationsfreiheit des Landes Nordrhein-Westfalen. 2011 wurde sie zur Landesrätin für den Bau- und Liegenschaftsbetrieb und für Kommunale Versorgungskassen für Westfalen-Lippe (kvw) beim Landschaftsverband Westfalen-Lippe gewählt. Pirscher war bis 2019 im Verwaltungsvorstand des Instituts für vergleichende Städtegeschichte an der Universität Münster. Sie war von Oktober 2015 bis Oktober 2021 Bundesvorsitzende der Vereinigung liberaler Kommunalpolitiker (VLK). Judith Pirscher war von April 2011 bis November 2019 Landesrätin beim Landschaftsverband Westfalen-Lippe.
Vom 2. Dezember 2019 bis Dezember 2021 war Pirscher Regierungspräsidentin des Regierungsbezirks Detmold.
Im Januar 2022 wurde Pirscher unter Bundesministerin Bettina Stark-Watzinger (FDP) zur Staatssekretärin im Bundesministerium für Bildung und Forschung ernannt. Sie folgte auf Staatssekretär Christian Luft. Nach dem Bruch der Ampelkoalition in Deutschland 2024 und dem Rücktritt von Bundesbildungsministerin Stark-Watzinger wurde Pirscher im November 2024 unter dem neuen Bildungsminister Cem Özdemir entlassen.
Seit 2021 ist Pirscher Mitglied des Kuratoriums der Friedrich-Naumann-Stiftung für die Freiheit.